# Gaoua

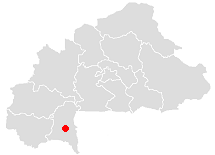
Gaouas läge i Burkina Faso.

Gaoua är en stad och kommun i södra Burkina Faso och är administrativ huvudort för provinsen Poni. Staden hade 25 104 invånare vid folkräkningen 2006, med totalt 52 733 invånare i hela kommunen.